# Walter Christmas-Dirckinck-Holmfeld
Walter Edmund Christmas-Dirckinck-Holmfeld (ved dåben: Walter Edmund Christmas) (15. april 1834 – 27. februar 1916) var en dansk officer, kammerherre og hofjægermester, far til Walter Christmas og John Christmas.
Han var søn af guvernør i Dansk Vestindien, admiral John Christmas og hustru Malvina f. Benner. 
Han blev sekondløjtnant 1853, deltog i krigen 1864, blev premierløjtnant 1864, ritmester 1876 og tog afsked 1884 som karakteriseret oberstløjtnant.
Han var Ridder af Dannebrog og dekoreret med Æreslegionen, den russiske Sankt Stanislaus Orden og den Svenske Sværdorden.
Han var gift med Tusky Susanne Charlotte C.-D.-H., født baronesse Dirckinck-Holmfeld (1839-1924), datter af amtmand, dr.jur., baron Constant Dirckinck-Holmfeld og hustru Julie f. Rothe.
De fik bl.a. sønnen Walter Christmas